# ロバート・P・マカロック
ロバート・パクストン・マカロック（Robert Paxton McCulloch、1911年5月11日 - 1977年2月25日）は、アメリカ合衆国の実業家である。チェーンソーの製造で財を成し、架け替え前の古いロンドン橋を購入してアメリカに移設したことで知られる。

## 若年期と教育
マカロックは1911年5月11日にミズーリ州セントルイスで生まれた。母方の祖父ジョン・I・ベッグスは、トーマス・エジソンが発明した発電施設を世界中の都市に導入し、路面電車を製造・販売し、ウィスコンシン州ミルウォーキーの公共システムの構築を請け負って財を成した。1925年にベッグスが亡くなったとき、その遺産はマカロックとその兄のジョン、妹のメアリー（スージー・リンデン）に相続された。 
1927年にスタンフォード大学を卒業し、同年、バーバラ・アン・ブリッグス(Barbra Ann Briggs)と結婚した。バーバラは、ブリッグス・アンド・ストラットン創業者のスティーブン・フォスター・ブリッグスの娘である。

## キャリア
マカロックは、ミルウォーキーでマカロック・エンジニアリングを創業し、レース用のエンジンとスーパーチャージャーを製造した。マカロックは30代前半に、この会社をボルグワーナーに100万ドルで売却した。
その後マカロックはマカロック・アビエーションを創業し、1946年にマカロック・モータースに改称した。この会社は小型のガソリンエンジンを製造しており、妻の実家のブリッグス・アンド・ストラットン社と競合していた。ブリッグス・アンド・ストラットン社は芝刈り機を、もう一つの競合メーカーのエルト・アウトドア・モーター社はボート用エンジンを得意としていた。そこでマカロック社は、ニッチ分野であるチェーンソーに目を向けた。1948年に初めてチェーンソーを製造・販売し、翌1949年に発売されたモデル3-25は、一人で扱える軽量のチェーンソーとしてベストセラーとなった。
1950年代、マカロックはマカロック・オイルを創業し、石油・ガス・地熱エネルギーの探査と土地開発を行った。また、1950年代にはエルト社のボート用エンジンの牙城を崩そうとし、その試験場としてアリゾナ州モハーヴェ郡のハバス湖を選定した。マカロックはその湖畔に1400ヘクタールの土地を購入した。1963年、マカロックは国が保有する67平方キロメートルのハバス湖畔の砂漠地帯を1エーカー当たり75ドルで購入した。当時、アリゾナ州で販売された国有地の中では最大だった。ここには、レイクハバスシティという計画都市が建設された。1964年、レイクハバスシティにマカロック社のチェーンソーの工場が開設された。その2年後にはさらに3つの工場が建設され、約400人の従業員が働いた。その他、マカロック・オイル社はアリゾナ州ファウンテン・ヒルズ、コロラド州プエブロ・ウェスト、ネバダ州スプリング・クリークなどを建設した。

## ロンドン橋の購入
1960年代後半、1831年に架橋されたジョン・レニーの設計によるロンドン橋が架け替えられることとなった。古い橋は廃棄されずに1968年にオークションにかけられたが、レイクハバスシティの街のランドマークとなるものを探していたマカロックがこれを落札した。オークションの開始価格は解体費用の120万ドルだったが、マカロックがこれを倍の240万ドルまで高騰させ、さらに6万ドルを加えた246万ドルで落札した。この6万ドルは、橋をレイクハバスシティに移設して完成するのがマカロックが60歳のときと見積もられていたため、1年につき1千ドルで6万ドルとしたものである。落札の競合相手はほとんどいなかったという。

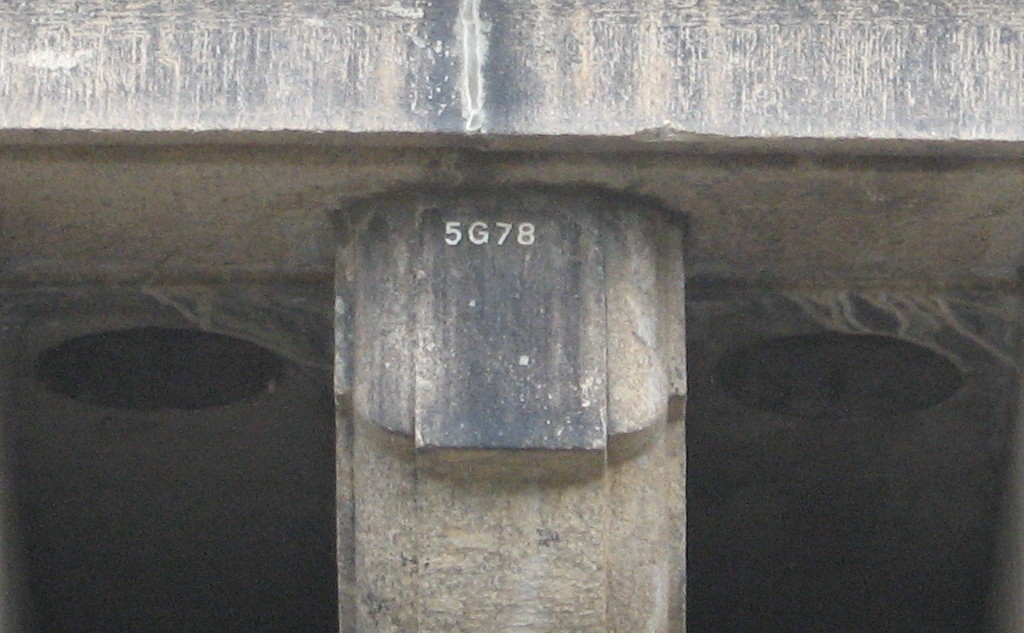
レイクハバスシティのロンドン橋に現在も残る、解体時に刻まれた番号

ロンドンでの橋の解体からレイクハバスシティでの完成までには3年間を要した。橋はブロックごとに解体され、それぞれのブロックには、組み立て直すときの目印として番号が刻まれた。解体された橋はサリーで船に積まれ、パナマ運河を経由してカリフォルニア州ロングビーチで陸揚げされた。ロングビーチからは陸路で約500キロメートル運ばれた。レイクハバスシティでは、基礎が作られた上に橋が組み立てられた。
橋は1971年に完成し、同年10月10日に開通式典が華々しく行われた。開通式典には、当時のロンドン市長や俳優のローン・グリーンなどが招かれた。橋が完成してから、マカロックはこれを観光の目玉とし、街の宣伝を盛んに行った。レイクハバス空港への就航便を増やし、無料航空券を配布した。無料航空券の配布は1978年まで行われ、合計2702便、3万7千人がこれを利用した。
ロンドンのロンドン橋は、その近くにあるタワーブリッジとよく混同される。マカロックがロンドン橋を購入したときも、「マカロックはタワーブリッジを購入した」と勘違いした者が多かったという。落札の時、ロンドン市議のアイヴァン・ルッキンはマカロックに「タワーブリッジを買ったつもりだったのか?」と尋ね、マカロックは「もちろん違う」と答えた。

## 死去
マカロックは1977年2月25日にロサンゼルスで、アルコールとバルビツール酸の過剰摂取により死去した。

## その他の発明
マカロックは自動車の遠心式スーパーチャージャーを開発した。当初はマカロックの名前で販売していたが、1956年に「パクストン・スーパーチャージャー」(Paxton Superchargers)に改称された。このスーパーチャージャーは、1954年から1955年までのカイザー＝フレーザー、1957年のスタッドベーカー・ゴールデンホークとフォード・サンダーバードFタイプに搭載されたほか、海軍の潜水艦の二酸化炭素洗浄塔にも使用された。
1953年、マカロック・モータース社は試作車パクストン・フェニックスを1台製造した。この車は、代替燃料による蒸気機関を搭載していた。マカロック・モータース社は1958年に売却され、パクストン・オートモーティブとして事業を継続している。
1971年、マカロックの会社は初めて飛行機を製造した。ジャイロプレーンのJ-2で、1973年にテスト飛行が行われた。マカロックの「全てのガレージに飛行機を」という夢を実現するために、簡単に操縦できて車道からでも離陸できる飛行機としてJ-2は開発された。しかし、約100機が売れただけで、それ以上市場が発展することはなかった。